# Alexei Michailowitsch Tschaly

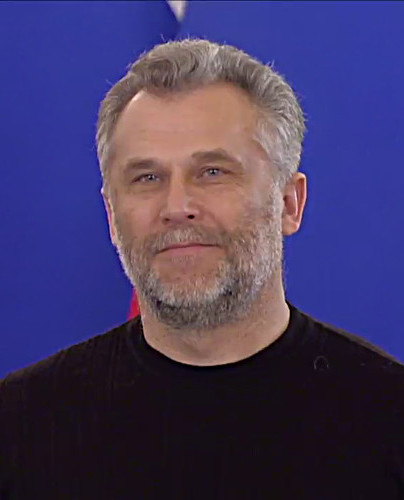
Alexei Tschaly (2014)

Alexei Michailowitsch Tschaly (russisch Алексей Михайлович Чалый; * 13. Juni 1961 in Moskau) ist ein russischer Politiker. Nach der russischen Annexion der Krim war er 2014 Gouverneur von Sewastopol.

## Leben
Auf einer prorussischen Kundgebung am 23. Februar 2014 wurde Tschaly nach einer Abstimmung zum „Volksbürgermeister“ von Sewastopol ausgerufen. Am Folgetag schuf der Stadtrat den Koordinierungsrat für das Leben der Stadt und wählte Tschaly zu dessen Leiter. Er wurde dadurch de facto Bürgermeister der Stadt.
Im März 2014 trat Tschaly in Moskau auf, um gemeinsam mit dem Parlamentspräsidenten der Autonomen Republik Krim Wolodymyr Konstantynow, dem als Ministerpräsident der Krim installierten Sergei Aksjonow und Staatspräsident Wladimir Putin den Vertrag zu unterzeichnen, mit dem die Krim der Russischen Föderation beitrat.
Ebenfalls im März 2014 setzte die Europäische Union Tschaly infolge der völkerrechtswidrigen russischen Annexion der Krim auf eine Sanktionsliste, die ihm die Einreise in die Mitgliedstaaten der Europäischen Union verbietet.
Am 1. April 2014 wurde er russischer Gouverneur Sewastopols und am 14. April durch Sergei Menjailo ersetzt.
Bei der Wahl im September 2014 wurde er auf der Liste von Einiges Russland zum Abgeordneten der Legislativversammlung der Stadt Sewastopol gewählt. Am 22. September 2014 wurde er zu deren Vorsitzendem gewählt.
Am 29. Dezember 2015 trat Tschaly von seinem Amt zurück, die Legislativversammlung bestätigte den Rücktritt am 22. März 2016. Grund war unter anderem der Verkauf von 270 Hektar Land an die Nachtwölfe durch den Gouverneur Sergei Menjailo. Seine Unterstützer behielten jedoch eine Mehrheit in der Versammlung.
Er ist der Bruder von Michail Tschaly.

## Auszeichnungen und Ehrungen
- 2014: Verdienstorden für das Vaterland 1. Klasse